# Мошуров
Мошуров (слч. Mošurov) насељено је мјесто са административним статусом сеоске општине (слч. obec) у округу Прешов, у Прешовском крају, Словачка Република.

## Становништво
| Година:    | 1994. | 2004.    | 2014.    | 2024.   |
| ---------- | ----- | -------- | -------- | ------- |
| Број људи: | 135   | 159      | 182      | 197     |
| Разлика:   |       | +17,77 % | +14,46 % | +8,24 % |

| Година:    | 2023. | 2024.   |
| ---------- | ----- | ------- |
| Број људи: | 192   | 197     |
| Разлика:   |       | +2,60 % |

Према подацима о броју становника из 2024. године насеље је имало 197 становника.